# Persone di nome Morgan
| Questa pagina contiene informazioni ricavate automaticamente dalle voci biografiche con l'ausilio del template Bio e di un bot. L'aggiornamento è periodico e automatico e ricostruisce completamente la pagina. Se manca una persona in questa lista, sei pregato di non aggiungerla, ma accertati piuttosto che la sua voce biografica contenga il template Bio e che i dati anagrafici siano correttamente compilati. Se il template Bio manca, inseriscilo tu stesso o, in alternativa, metti l'avviso {{tmp\|Bio}} che ne segnala la mancanza. Se i dati riportati sono sbagliati, correggi direttamente la voce biografica; le modifiche saranno visibili in questa lista entro pochi giorni. Per chiarimenti vedi il progetto antroponimi. La lista contiene solo le 86 persone che sono citate nell'enciclopedia e per le quali è stato implementato correttamente il template Bio. Pagina aggiornata al 16 ott 2024. |

Questa è una lista di persone presenti nell'enciclopedia che hanno il prenome Morgan, suddivise per attività principale.

## Allenatori di pallacanestro(1)
- Morgan Wootten, allenatore di pallacanestro statunitense (Durham, n. 1931 - Hyattsville, † 2020)

## Allenatori di sci alpino(1)
- Morgan Pridy, allenatore di sci alpino e ex sciatore alpino canadese (Vancouver, n. 1990)

## Ammiragli(1)
- Morgan Singer, ammiraglio inglese (n. 1864 - Winchester, † 1938)

## Attori(9)
- Morgan Conway, attore statunitense (Livingston, n. 1903 - Los Angeles, † 1981)
- Morgan Davies, attore australiano (Sydney, n. 2001)
- Morgan Freeman, attore e produttore cinematografico statunitense (Memphis, n. 1937)
- Morgan Jones, attore statunitense (Wooster, n. 1928 - Tarzana, † 2012)
- Morgan Jones, attore statunitense (Denver, n. 1879 - New York, † 1951)
- Morgan Kelly, attore canadese (Montréal, n. 1976)
- Morgan Krantz, attore, regista e modello statunitense (Los Angeles, n. 1986)
- Morgan Paull, attore statunitense (New York, n. 1944 - Ashland, † 2012)
- Morgan Spector, attore statunitense (Santa Rosa, n. 1980)

## Attrici(5)
- Morgan Brittany, attrice statunitense (Los Angeles, n. 1951)
- Morgan Griffin, attrice australiana (Bugela, n. 1992)
- Morgan Lily, attrice e modella statunitense (Santa Monica, n. 2000)
- Morgan Saylor, attrice statunitense (Chicago, n. 1994)
- Morgan York, attrice e scrittrice statunitense (Burbank, n. 1993)

## Batteristi(1)
- Morgan Rose, batterista e produttore discografico statunitense (Gentofte, n. 1968)

## Bobbisti(1)
- Morgan Alexander, bobbista canadese (Regina, n. 1982)

## Calciatori(13)
- Morgan Amalfitano, ex calciatore francese (Nizza, n. 1985)
- Morgan Betorangal, calciatore francese (Nanterre, n. 1988)
- Morgan Brown, calciatore inglese (Leicester, n. 1999)
- Morgan Ferrier, calciatore inglese (Londra, n. 1994)
- Morgan Fox, calciatore gallese (Chelmsford, n. 1993)
- Morgan Gibbs-White, calciatore inglese (Stafford, n. 2000)
- Morgan Gould, ex calciatore sudafricano (Johannesburg, n. 1983)
- Morgan Guilavogui, calciatore guineano (Tolone, n. 1998)
- Morgan Poaty, calciatore francese (Rodez, n. 1997)
- Morgan Rogers, calciatore inglese (Halesowen, n. 2002)
- Morgan Sanson, calciatore francese (Saint-Doulchard, n. 1994)
- Morgan Schneiderlin, ex calciatore francese (Zellwiller, n. 1989)
- Morgan Whittaker, calciatore inglese (Derby, n. 2001)

## Calciatrici(1)
- Morgan Brian, calciatrice statunitense (St. Simons, n. 1993)

## Cantanti(3)
- Stefan Andersson, cantante svedese (Haga, n. 1967)
- Morgan Evans, cantante australiano (Newcastle, n. 1985)
- Morgan Kibby, cantante, musicista e attrice statunitense (Utqiaġvik, n. 1984)

## Cantautori(1)
- Morgan Wallen, cantautore statunitense (Sneedville, n. 1993)

## Cantautrici(1)
- Morgan James, cantautrice e attrice statunitense (Boise, n. 1981)

## Cestiste(3)
- Morgan Bertsch, cestista statunitense (Santa Rosa, n. 1997)
- Morgan Tuck, ex cestista statunitense (Grand Rapids, n. 1994)
- Morgan Warburton, ex cestista e allenatrice di pallacanestro statunitense (Price, n. 1987)

## Chimici(1)
- Morgan Sparks, chimico e fisico statunitense (Pagosa Springs, n. 1916 - Fullerton, † 2008)

## Chitarristi(1)
- Morgan Steinmeyer Håkansson, chitarrista svedese (Norrköping, n. 1973)

## Dirigenti sportivi(2)
- Morgan De Sanctis, dirigente sportivo e ex calciatore italiano (Guardiagrele, n. 1977)
- Morgan Kneisky, dirigente sportivo, ex pistard e ciclista su strada francese (Besançon, n. 1987)

## Disc jockey(1)
- Storm Queen, disc jockey statunitense (Wayne)

## Fondisti(1)
- Morgan Göransson, ex fondista svedese (Östersund, n. 1972)

## Ginnaste(2)
- Morgan Hurd, ginnasta statunitense (Wuzhou, n. 2001)
- Morgan White, ex ginnasta statunitense (West Bend, n. 1983)

## Ginnasti(1)
- Morgan Hamm, ex ginnasta statunitense (Washburn, n. 1982)

## Giocatori di football americano(3)
- Morgan Burnett, ex giocatore di football americano statunitense (College Park, n. 1989)
- Morgan Cox, giocatore di football americano statunitense (Collierville, n. 1986)
- Morgan Moses, giocatore di football americano statunitense (Richmond, n. 1991)

## Hockeisti su ghiaccio(1)
- Morgan Rielly, hockeista su ghiaccio canadese (Vancouver, n. 1994)

## Hockeisti su pista(1)
- Morgan Antonioni, hockeista su pista italiano (Massa, n. 2002)

## Mezzofondiste(1)
- Morgan Uceny, mezzofondista statunitense (Plymouth, n. 1985)

## Modelle(1)
- Morgan Beck, modella, pallavolista e giocatrice di beach volley statunitense (Newport Beach, n. 1987)

## Multipliste(1)
- Morgan Lake, multiplista e altista britannica (Reading, n. 1997)

## Musicisti(1)
- Morgan Nicholls, musicista britannico (Londra, n. 1971)

## Nuotatori(1)
- Morgan Knabe, nuotatore canadese (Calgary, n. 1981)

## Nuotatrici(1)
- Morgan Stickney, nuotatrice statunitense (n. 1997)

## Pallavoliste(2)
- Morgan Bergren, ex pallavolista statunitense (Muncie, n. 1993)
- Morgan Hentz, pallavolista statunitense (Fort Thomas, n. 1998)

## Pattinatori artistici su ghiaccio(1)
- Morgan Ciprès, pattinatore artistico su ghiaccio francese (Melun, n. 1991)

## Pittori(1)
- Morgan Russell, pittore statunitense (New York, n. 1886 - Broomall, † 1953)

## Politici(4)
- Morgan Bulkeley, politico e dirigente sportivo statunitense (East Haddam, n. 1837 - Hartford, † 1922)
- Morgan Luttrell, politico statunitense (Houston, n. 1975)
- Morgan Moore Moulder, politico e avvocato statunitense (Linn Creek, n. 1904 - Camdenton, † 1976)
- Morgan Tsvangirai, politico, sindacalista e attivista zimbabwese (Gutu, n. 1952 - Johannesburg, † 2018)

## Registi(4)
- Morgan Bertacca, regista, sceneggiatore e montatore italiano (Milano, n. 1973)
- Morgan J. Freeman, regista statunitense (Long Beach, n. 1969)
- Morgan Neville, regista, sceneggiatore e produttore cinematografico statunitense (Los Angeles, n. 1967)
- Morgan Spurlock, regista, sceneggiatore e produttore televisivo statunitense (Parkersburg, n. 1970 - New York, † 2024)

## Rugbisti a 15(3)
- Morgan Parra, rugbista a 15 francese (Metz, n. 1988)
- Morgan Turinui, ex rugbista a 15 e allenatore di rugby a 15 australiano (Sydney, n. 1982)
- Morgan Williams, ex rugbista a 15 e allenatore di rugby a 15 canadese (Kingston, n. 1976)

## Sciatori alpini(1)
- Morgan Megarry, ex sciatore alpino canadese (Collingwood, n. 1995)

## Sciatrici freestyle(1)
- Morgan Schild, sciatrice freestyle statunitense (Rochester, n. 1997)

## Scrittori(1)
- Morgan Robertson, scrittore e inventore statunitense (Oswego, n. 1861 - Atlantic City, † 1915)

## Scrittrici(1)
- Morgan Llywelyn, scrittrice statunitense (New York, n. 1937)

## Sovrani(2)
- Morgan Hen Fawr, re gallese
- Morgan ap Pasgen, sovrano gallese

## Tiratrici a volo(1)
- Morgan Craft, tiratrice a volo statunitense (Muncy Valley, n. 1993)

## Triatleti(1)
- Morgan Pearson, triatleta statunitense (Washington, n. 1993)

## Velociste(1)
- Morgan Mitchell, velocista australiana (Carlton, n. 1994)

## Senza attività specificata(1)
- Morgan Earp, pistolero statunitense (Pella, n. 1851 - Tombstone, † 1882)